# Littleton (Kolorado)
Littleton – miasto w amerykańskim stanie Kolorado, które administracyjnie jest częścią hrabstwa Arapahoe, hrabstwa Douglas i hrabstwa Jefferson. Littleton jest siedzibą hrabstwa Arapahoe i należy do obszaru metropolitalnego Denver. Według spisu w 2020 roku liczy 45,7 tys. mieszkańców.
W pobliżu miasta znajduje się Park stanowy Roxborough znany z ogromnych formacji czerwonego piaskowca.
Miasto zyskało rozgłos 20 kwietnia 1999 roku z powodu masakry w Columbine High School, której dokonało dwóch nastoletnich uczniów na terenie szkoły. W rzeczywistości szkoła nie znajduje się w Littleton, ale w sąsiednim Columbine, niezarejestrowanym obszarze hrabstwa Jefferson, który ma ten sam kod pocztowy.